# Kelvedon
Kelvedon – wieś w Anglii, w hrabstwie Essex, w dystrykcie Braintree. Leży 19 km na północny wschód od miasta Chelmsford i 68 km na północny wschód od Londynu. W 2001 miejscowość liczyła 3485 mieszkańców.